# 영빈 김씨
영빈 김씨(寧嬪 金氏, 1669년 ~ 1735년 1월 24일(음력 1월 12일))는 조선 제19대 왕 숙종의 후궁이다.

## 생애

### 초기
본관은 안동(安東), 종파는 문정공파이다. 청음 김상헌의 현손이며 영의정 김수항의 종손녀로 김창국과 그의 부인인 전주 이씨 사이의 무남 2녀 중 둘째딸이다. 1686년(숙종 12년) 입궐, 그해 음력 3월 28일에 숙의에 책봉되어 노비 150명을 하사받았다. 그녀는 숙종의 다른 후궁인 희빈 장씨나 숙빈 최씨 등과는 달리 명문가의 여식으로 정식 간택되어 입궁한 후궁이었다. 입궁 후 3개월 만에 대왕대비인 장렬왕후의 환갑이 된 해를 기념하는 명목으로 1686년 음력 5월 27일 소의(昭儀)로 진봉되고, 같은 해 11월 5일, 장렬왕후의 탄신일을 기념하는 명목으로 귀인(貴人)에 봉해졌다.
1689년 4월 22일, 왕의 동정을 염탐하여 궁중의 기밀을 친정에 알려오고 이모부 홍치상과 작당하여 희빈 장씨의 어머니와 조사석에 대한 유언비어를 날조해 유포한 죄로 폐출되었으며, 그녀의 종조부이자 후견인이었던 전 영의정 김수항과 그녀의 공범이었던 이모부 홍치상은 사형에 처해졌고, 그녀의 또 다른 이모부로서 홍치상의 아들 홍태유가 아비의 구명을 위해 죄를 전가하려고 했던 심정보(숙명공주의 아들)도 결국 공범 혐의에서 온전히 벗어나지 못해 서인으로 강등되어 절도에 유배되었다. 숙종은 그녀의 행위를 조장한 배후로 인현왕후를 지목하여 맹렬히 비판하니 결국 열흘 뒤인 5월 2일, 인현왕후 역시 서인으로 강등되어 사가로 폐출되었다.

### 중기
1694년(숙종 20년) 음력 4월 12일, 인현왕후가 왕비로 복위하면서 그녀 역시 특별히 귀인으로 복위하였다. 그러나 이해 6월 1일에 인현왕후가 새로이 왕비 책봉식을 받아 다음날 숙원 최씨(숙빈 최씨)는 관례대로 승봉이 되었지만 그녀는 누락되었으며, 단종의 복위 기념으로 정1품 빈 아래의 모든 후궁을 특별히 승봉해준 1699년에도 역시 그녀 홀로 누락되는 수모를 겪었다.
1701년(숙종 27년) 8월 14일에 인현왕후가 2년간의 투병 끝에 창경궁 경춘전에서 승하하였다. 이재 황윤석의 《이재난고》의 기록에 따르면 인현왕후가 죽기 전에 숙종에게 자신이 죽으면 희빈 장씨를 복위치 말고 영빈 김씨를 왕비로 세울 것을 청했다고 전한다. 인현왕후의 사후, 소론과 남인은 희빈 장씨의 복위를 기정사실로 여겨 8월 27일에는 희빈 장씨가 같은 국모인 인현왕후를 위해 여느 후궁처럼 재최 기년복을 입는 것이 경악스럽다는 상소가 오르기도 했다. 이러한 분위기 속에 다음달인 9월, 숙빈 최씨가 숙종에게 인현왕후가 죽은 것은 희빈 장씨의 저주를 받아 시해당한 것이라고 고발하고 민진원 형제가 숙빈 최씨의 고발을 적극 지지하니 숙종은 즉시 제주에 유배 중인 장희재를 사형하라는 명을 내리고 이틀 뒤 희빈 장씨 역시 자진토록 하라는 비망기를 내린다. 이에 대해 소론의 항의가 지극하자 숙종이 희빈 장씨의 친신들을 친히 국문하여 증언을 받아내었으나 소론은 왕이 독단적으로 친국하여 증언을 받아내어 정식 수사절차없이 즉시 처형토록 한 것과 수일에 걸쳐 압슬형을 내려 받아낸 자백이라는 것 등을 이유로 의혹을 제기하니 10월 1일 소론 영의정 최석정을 중도 부처(中途付處)하고 좌의정 이세백에게 수사를 지휘토록 하였는데 이세백은 영빈 김씨의 내종숙이다. 10월 7일, 숙종은 대전과 중궁전에서 인현왕후의 저주굿에 쓰인 흉물을 발견하였다고 선언하고 다음날인 10월 8일 승정원에 일러 희빈 장씨의 자진을 명하는 공식 어명을 내렸는데 이에 앞서 빈어(嬪御: 후궁)를 왕비로 삼지 않는다는 국법을 세우니 영빈 김씨는 계비가 될 수 없었다. 또한 숙종은 1702년 1월 10일 영빈 김씨의 이종아우인 홍태유가 숙종과 여론이 무고의 옥으로 희빈 장씨에 대해 감정이 나쁜 것을 기회로 삼아 1689년에 영빈 김씨와 함께 희빈 장씨의 어머니에 대한 추문을 지어내 유포한 죄목으로 사형당했다가 1694년 인현왕후의 복위로 영빈 김씨와 함께 특별히 복관되었던 아버지 홍치상(숙안공주의 아들)의 무고함을 세상에 밝혀달라고 격쟁하니 '홍치상의 죄는 만 번 통분할 일이지만 늙은 공주가 하나 남은 아들을 잃은 것이 가엾어 특별히 복관해준 것인데 그 아들이 감히 멋대로 격고(擊鼓)하여 신설(伸雪)할 계획을 하려 한다.'며 홍치상의 복관을 다시 환수해 도로 서인(庶人)으로 강등하고 1710년에도 홍치상과 이사명은 영구히 복관치 말라고 재차 명을 내렸으며, 1717년에 명을 회수하여 이사명은 특별히 복관해주면서도 홍치상은 복관치 않았을 만큼 반감을 드러냈다. 이는 홍치상과 공범이었던 영빈 김씨에 대한 숙종의 감정을 알 수 있는 대목이기도 하다.
무고의 옥의 여파로 집권당으로 등극한 노론에 의해 남인과 소론이 대거 화를 입던 과정 중 1702년 1월 숙종이 돌연 희빈 장씨의 지지자였던 전 영의정 서문중(소론)을 영의정으로 임명하고 소론 대신들을 대거 재등용하여 다시 소론 중심의 정국으로 교체하였는데 이는 희빈 장씨의 소생인 왕세자(경종)을 보호하기 위함이었다. 또한 숙종은 처의 3년상을 마치기 전에는 재혼할 수 없다는 국법을 지켜 인현왕후에게 의리를 다하라는 노론의 반대에도 불구하고 계비 간택을 강행해 1702년 9월 3일 소론 김주신의 딸을 계비로 간선하니 이가 바로 인원왕후 김씨이다. 10월 3일 새로운 국모로 책봉된 인원왕후가 열흘 후인 13일에 친영례로 입궐하자 새로이 왕비가 책봉되면 종1품 이하의 후궁을 승진하는 관례대로 이미 정1품 빈이었던 숙빈 최씨만 제외하고 모두 승봉하였는데 이때는 영빈 김씨도 소외되지 않고 1계급 승봉하여 정1품 영빈(寧嬪)에 봉해졌다. 그녀는 숙종의 후궁들 중 같은 노론인 숙빈 최씨와 신분이 친했는데 이 때문인지 숙빈의 소생인 연잉군을 친아들처럼 대했다고 하고 연잉군또한 어머니라고 불르며 친했다고 한다.

### 말년
1720년(숙종 46년)에 숙종이 사망하자 관례에 따라 다른 후궁들과 함께 대궐에서 나가 살았다. 숙종의 후궁들은 전 왕대와는 달리 남편인 왕이 살아있어 궁에서 지내면서도 각기 궐 밖 사제를 하사받고 또 그것의 규모와 화려함이 극에 달아 대신들의 비판이 끊이지 않았지만, 영빈이 나가서 살 사제는 후궁이 살기에 합당치 않을 정도로 허름하여 경종이 특별히 개조해주라고 명하였다. 이에 대해 후궁의 제택을 궁에서 개조해주는 것은 옳지 않다고 반대하니 경종은 민진원의 주장대로 대신 수리비 천금(千金)을 지급토록 하였는데 빠져나간 돈이 2천 금에 이르러 탄핵이 있었지만 경종이 덮었다.
경종 즉위년 12월 14일에 발생한 경종의 급성 중독 사건에 독을 쓴 흉수로 의혹을 받았으나 인원왕후의 비호로 경종이 김씨 성을 가진 궁인이 너무 많아 찾을 수 없다며 사건을 덮었다. 그러나 이 사건은 그녀의 친족이 대거 연루된 신임옥사로 수년에 걸쳐 거세게 거론되었다가 경종 4년 4월, 그녀의 외사촌아우인 이진검에 의해 그녀가 공개적으로 지목되고 효종이 부왕의 후궁이었던 귀인 조씨를 처형했던 전례를 따라 목을 베어야 한다는 강경 사태가 일어나 인원왕후가 이진검의 고모이자 영빈 김씨의 이모인 이씨(심정보의 아내, 경종의 내종숙모)를 시켜 이진검을 설득토록 하기도 하였다. 이해 8월에 경종이 돌연 급서하여 영조가 즉위하니, 영조는 다음달 즉시 그녀의 혐의를 무혐의로 돌리고 각별한 예우를 올렸다.
1735년(영조 11년)에 영빈 김씨가 67세의 일기로 사망하자 영조는 그녀를 항상 어머니라고 불렀던 각별한 사이였음을 밝히고 영빈의 사당을 봉궁하고 대신들에게 치제 토록 하는 파격적인 행각과 함께 이후에도 수시로 친히 궐 밖 그녀의 사당에 들러 명복을 비는 비정상적인 정성을 보이기도 했다. 영조의 사친인 숙빈 최씨에게 시호가 내려진 영조 29년(1753년)에는 영빈의 가까운 친족 중에서 벼슬이 없는 자를 모두 등용하라는 명과 함께 영조의 서녀인 화유옹주가 영빈 김씨의 봉사손으로 주어졌다.
그녀의 묘는 영빈김씨묘로, 이를 간축해 흔히 영빈묘라 하며, 위치는 경기도 남양주시 진접읍 장현리에 있다. 1991년 사적 367호로 지정되었다.

## 기타
- 남인 과격인물로서 갑술환국 당시 유배형을 받았다가 결국 사사된 전 좌의정 민암은 국문 중에 영빈 김씨에 대해 '머리가 좋아 아낌없이 재물을 풀어 궁중의 환심을 얻을 줄 알았다.(金貴人, 亦多智, 且不惜財, 深得宮中之歡心)'고 하였다.[22]
- 서포 김만중의 풍자소설 《사씨남정기》에서 주인공 사정옥의 책사로서 교채란을 함정에 빠트리고 결국 간악한 실체를 증명해낸 임취영의 모델로 추정된다.

## 가족관계
친정 신 안동 김씨(新 安東 金氏)
- 조부 : 증 공조참판 김수증(工曹參判 金壽增, 1624년 - 1701년)
- 조모 : 증 정부인 창녕 조씨(贈 貞夫人 昌寧 曺氏, 1627년 - 1671년, 조한영의 딸)
  - 아버지 : 성천부사 김창국(成川副使 金昌國, 1644년 - 1717년)
- 외조부 : 판돈녕부사 효간공 이정영(判敦寧府事 孝簡公 李正英, 1616년 - 1686년)
- 외조모 : 증 정경부인 청송 심씨(贈 貞敬夫人 靑松 沈氏, ? - 1639년, 심장세(沈長世)의 딸)
- 친외조모 : 정경부인 문화 유씨(貞敬夫人 文化 柳氏, ? - 1691년, 유기선(柳基善)의 딸 )
  - 어머니 : 전주 이씨(全州 李氏 1648년 - 1714년)[주석 3]
    - 언니 : 안동 김씨(安東 金氏)
    - 형부 : 부평현감 이하조(富平縣監 李賀朝, 1664년 - 1700년, 이단상의 차남[주석 4])
    - 양제 : 돈녕부도정 김치겸(金致謙)[주석 5]

  - 서모 : 미상
    - 서제 : 김최겸(金㝡謙)
    - 서제 : 증사복시정 김익겸(金益謙)
    - 서제 : 첨지중추부사 김의겸(金宜謙)

왕가(王家 : 전주 이씨)
- 시조부 : 제17대 효종대왕(孝宗大王, 1619~1659, 재위 1649~1659)
- 시조모 : 인선왕후 덕수 장씨(仁宣王后 德水 張氏, 1619년 ~ 1674년)
  - 시아버지 : 제18대 현종대왕(顯宗大王, 1641~1674, 재위 1660~1674)
  - 시어머니 : 명성왕후 청풍 김씨(明聖王后 淸風 金氏, 1642년 ~ 1684년)
    - 남편 : 제19대 숙종대왕(肅宗大王, 1661년 ~ 1720년, 재위 1674년 ~ 1720년)
      - 봉사손 : 화유옹주(和柔翁主)[21]

## 관련작품
- 《인현왕후》 (MBC, 1988년, 배우: 차주옥)
- 《장희빈》 (SBS, 1995년, 배우: 조현숙)
- 《장희빈》 (KBS, 2002년~2003년, 배우: 조여정)

## 참고자료
- 조선왕조실록
- 승정원일기
- 국조문과방목(國朝文科榜目)
- 안동 김씨 휴암공파 홈페이지 내 자료

## 같이 보기
- 숙종
- 인현왕후
- 희빈 장씨
- 숙빈 최씨
- 명성왕후
- 장렬왕후
- 숙안공주
- 김수항
- 김창집
- 송시열
- 김만중
- 민유중
- 민진후
- 김춘택

### 참조주
1. ↑  《조선왕조실록》숙종 20권, 15년(1689 기사 / 청 강희(康熙) 28년) 2월 28일(병인) 3번째기사 中 "심권을 신문하니, 심권이 즐겨 고하지 않다가 장차 형신(刑訊)을 가하려고 하니, 비로소 말하기를, “이징명(李徵明)이 일찍이 궁중[宮掖]에서 비롯된 것이 아닌가 의심스럽다고 말하였습니다.”하므로 바로 이징명을 잡아다가 국문하니, 이징명이 대답하기를, “정묘년 6월에 제부(弟婦)를 발인(發靷)할 때에 홍치상(洪致祥)이 와서 말하기를, ‘상신(相臣)을 의심하고 비방한 것은 궁중에서 나왔다.’고 하였습니다.”고 하였다." (중략) 홍치상의 아들 홍태유(洪泰猷)가 격쟁하여 말하기를, “정묘년(丁卯年) 5월에 (중략) 숙명 공주(영빈 김씨의 이모부 심정보의 어머니)가 이어서 떠나려 하다가 홍태유의 아버지 홍치상이 옆에 있는 것을 보고 말하기를, ‘조 정승이 제배된 것은 궁중의 청탁으로 말미암았다는 말이 항간(巷間)에 떠도는데 너도 또한 들었는가? 인심(人心)이 참으로 헤아리기 어렵다.’고 하였습니다. (중략) 아비가 들은 것은 실로 여기에서 나온 것인데, 이모와 조카[姨姙] 사이에 차마 끌어대어 고하지 못하고서 지금에 이르렀던 까닭으로 감히 아비를 위하여서 진달합니다.”"
2. ↑  《조선왕조실록》숙종 20권, 15년(1689 기사 / 청 강희(康熙) 28년) 4월 21일(정해) 1번째기사 中 “(김씨가) 내외(內外)를 교결(交結)하여 임금의 동정(動靜)을 살핀 것이 김수항(金壽恒)이 죽게 된 이유이다. 이 사람을 그에 비기면 어떠한가?”하였다. 임금의 의도는 귀인(貴人) 김씨(金氏)를 가리킨 것인데, 척언(斥言)하지는 않았다.(중략) “귀인(貴人) 김씨(金氏)가 김수항(金壽恒)과 내외에서 교통하여 임금의 동정을 살폈으므로 궁위(宮闈)의 일이 누설되지 않은 것이 없었다. 그리고 주가(主家: 공주 혹은 공주의 가족을 가리킴)와 교결하여 유언 비어를 날조하고 못하는 짓이 없었으니, 처치(處置)할 방도가 없을 수 없다.”
3. ↑  《조선왕조실록》숙종 20권, 15년(1689 기사 / 청 강희(康熙) 28년) 4월 22일(무자) 3번째기사
4. ↑  《조선왕조실록》숙종 20권, 15년(1689 기사 / 청 강희(康熙) 28년) 4월 22일(무자) 1번째기사
5. ↑  《조선왕조실록》숙종 21권, 15년(1689 기사 / 청 강희(康熙) 28년) 11월 28일(신유) 1번째기사
6. ↑  《이재난고(頤齋亂藁)》中 '及辛巳仁顯王后疾大漸，勸上從祖宗故事曰，早晩壺位虛，則請以寧嬪金氏，陞冊而代已。蓋顯德安順貞顯章敬諸后，雖以後宮進，而皆衣冠名家，寧嬪亦然，與禧嬪不類故耳。上意已堅定，終不聽。本朝嚴嫡之大防，將自是有辭矣。'
7. ↑  《조선왕조실록》숙종 35권, 27년(1701 신사 / 청 강희(康熙) 40년) 10월 1일(갑인) 2번째기사
8. ↑  《조선왕조실록》숙종 35권, 27년(1701 신사 / 청 강희(康熙) 40년) 10월 7일(경신) 1번째기사
9. ↑  《조선왕조실록》숙종 36권, 28년(1702 임오 / 청 강희(康熙) 41년) 1월 10일(임진) 3번째기사
10. ↑  《조선왕조실록》숙종 49권, 36년(1710 경인 / 청 강희(康熙) 49년) 윤7월 7일(경자) 1번째기사
11. ↑  《조선왕조실록》숙종 59권, 43년(1717 정유 / 청 강희(康熙) 56년) 5월 26일(기묘) 5번째기사
12. ↑  《조선왕조실록》숙종 32권, 24년(1698 무인 / 청 강희(康熙) 37년) 12월 1일(신축) 2번째기사, 숙종 36권, 28년(1702 임오 / 청 강희(康熙) 41년) 4월 16일(정묘) 2번째기사, 숙종 39권, 30년(1704 갑신 / 청 강희(康熙) 43년) 5월 28일(병인) 1번째기사, 숙종 46권, 34년(1708 무자 / 청 강희(康熙) 47년) 12월 20일(임술) 2번째기사, 숙종 47권, 35년(1709 기축 / 청 강희(康熙) 48년) 6월 19일(무오) 2번째기사
13. ↑  《조선왕조실록》경종 2권, 즉위년(1720 경자 / 청 강희(康熙) 59년) 11월 8일(신미) 2번째기사
14. ↑  《조선왕조실록》경종 2권, 즉위년(1720 경자 / 청 강희(康熙) 59년) 11월 16일(기묘) 3번째기사
15. ↑  《조선왕조실록》경종 3권, 1년(1721 신축 / 청 강희(康熙) 60년) 1월 29일(신묘) 2번째기사
16. ↑  《조선왕조실록》경종 9권, 2년(1722 임인 / 청 강희(康熙) 61년) 8월 18일(신미) 1번째기사
17. ↑  《조선왕조실록》경종 14권, 4년(1724 갑진 / 청 옹정(雍正) 2년) 4월 24일(정묘) 3번째기사
18. ↑  《조선왕조실록》영조 1권, 즉위년(1724 갑진 / 청 옹정(雍正) 2년) 9월 29일(기사) 2번째기사
19. ↑  《조선왕조실록》영조 35권, 9년(1733 계축 / 청 옹정(雍正) 11년) 9월 5일(계미) 1번째기사
20. ↑  《조선왕조실록》영조 40권, 11년(1735 을묘 / 청 옹정(雍正) 13년) 1월 12일(계미) 1번째기사
21. 1 2  《조선왕조실록》영조 80권, 29년(1753 계유 / 청 건륭(乾隆) 18년) 8월 6일(무자) 1번째기사
22. ↑  《승정원일기》숙종 20년 6월 3일~7월 2일 기사[깨진 링크(과거 내용 찾기)]

### 내용주
1. ↑  후궁의 사당은 방(房)을 쓰며 궁(宮)은 세자와 세자빈의 사당에 쓴다. 인조가 자신의 부모를 왕과 왕후로 추존하기 전까지 이들의 사당에 궁을 쓴 것으로 예외가 생겼으며 경종 역시 사친 희빈 장씨를 옥산부대빈으로 추숭하면서 그녀의 사당을 궁이라 호칭하기도 하였는데 이들은 왕을 생산한 사친이니 영빈 김씨와는 격이 같을 수 없다.
2. ↑  대신이 후궁을 치제하는 것은 예장 때 단 한차례로, 예장을 마친 후궁의 제사는 후궁의 자녀가 맡으며 자녀가 없을 경우엔 친정 친족 혹은 내관 혹은 궁녀가 맡는다.
3. ↑  2남 6녀 중 차녀이다.
4. ↑  민진후의 처남
5. ↑  영조실록에 김치겸이 김창흡을 생부(生父)라고 칭한 기록이 있다.